# Lirio
Lirio (lombardul: Lir) település Olaszországban, Lombardia régióban, Pavia megyében. Lakosainak száma 129 fő (2023. január 1.). Lirio Montalto Pavese, Montecalvo Versiggia, Pietra de’ Giorgi és Santa Maria della Versa községekkel határos.

## Népesség
A település lakossága az elmúlt években az alábbi módon változott:
| Lakosok száma | 126  | 129  | 129  |
|               | 2017 | 2018 | 2023 |